# Chavenat
Chavenat ist eine Ortschaft und eine Commune déléguée in der Gemeinde Boisné-La Tude mit 173 Einwohnern (Stand 1. Januar 2022) im Süden des westfranzösischen Départements Charente in der Region Nouvelle-Aquitaine.

## Lage
Chavenat liegt in einer Höhe von etwa 165 Metern ü. d. M. etwa 25 Kilometer (Fahrtstrecke) südlich von Angoulême in der alten Kulturlandschaft des Angoumois und der Charente.

## Bevölkerungsentwicklung
| Jahr      | 1962 | 1968 | 1975 | 1982 | 1990 | 1999 | 2006 | 2016 |
| Einwohner | 224  | 186  | 187  | 196  | 202  | 186  | 205  | 191  |

In der ersten Hälfte des 19. Jahrhunderts hatte die Gemeinde stets um die 500 Einwohner; infolge der Reblauskrise im Weinbau und der Mechanisierung der Landwirtschaft sank die Einwohnerzahl danach kontinuierlich auf die Tiefststände der letzten Jahrzehnte ab.

## Wirtschaft
Die Einwohner der Gemeinde lebten jahrhundertelang von der Landwirtschaft; die Böden der Gemeinde gehören zu den Bons Bois des Weinbaugebietes Cognac, doch sind die Absätze bei teuren Weinbränden in den letzten Jahrzehnten eher rückläufig, so dass der Weinbau keine bedeutende Rolle mehr spielt. Einnahmen aus dem Tourismus, insbesondere der Vermietung von Ferienwohnungen (gîtes), spielen dagegen seit den 1960er Jahren eine nicht unwichtige Rolle für die Einnahmen der Gemeindekasse.

## Geschichte
Die Kirche des Ortes wird erstmals bereits im Jahr 973 erwähnt.

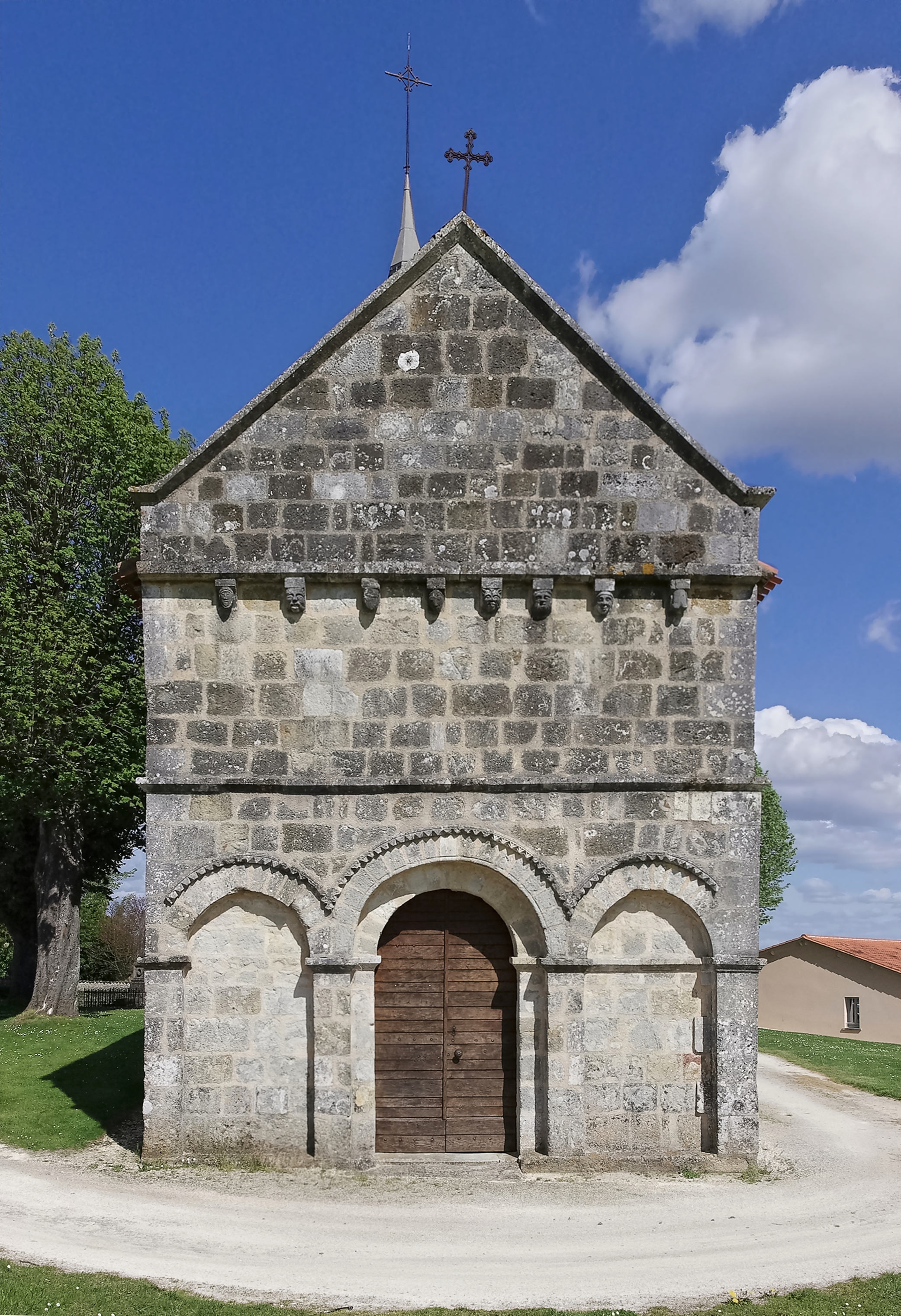
Chavenat – Église Saint-Cybard

Die Gemeinde Chavenat wurde am 1. Januar 2016 mit Charmant und Juillaguet zur Commune nouvelle Boisné-La Tude zusammengeschlossen.

## Sehenswürdigkeiten
- Die schmucklose und ungegliederte Apsis der Pfarrkirche von Chavenat (Église Saint-Cybard) sowie das Langhaus mit seinen kleinen Fenstern stammen noch aus dem 11. Jahrhundert. Die nach einem Triumphbogenschema gestaltete Fassade mit ihrem gut erhaltenen Konsolenfries unterhalb des Giebelfeldes ist dagegen ein Werk des 12. Jahrhunderts. Der Vierungsturm und der ihn begleitende Treppenturm wurden im 19. Jahrhundert erneuert. Der Kirchenbau ist seit dem Jahr 1996 als Monument historique[1] anerkannt.

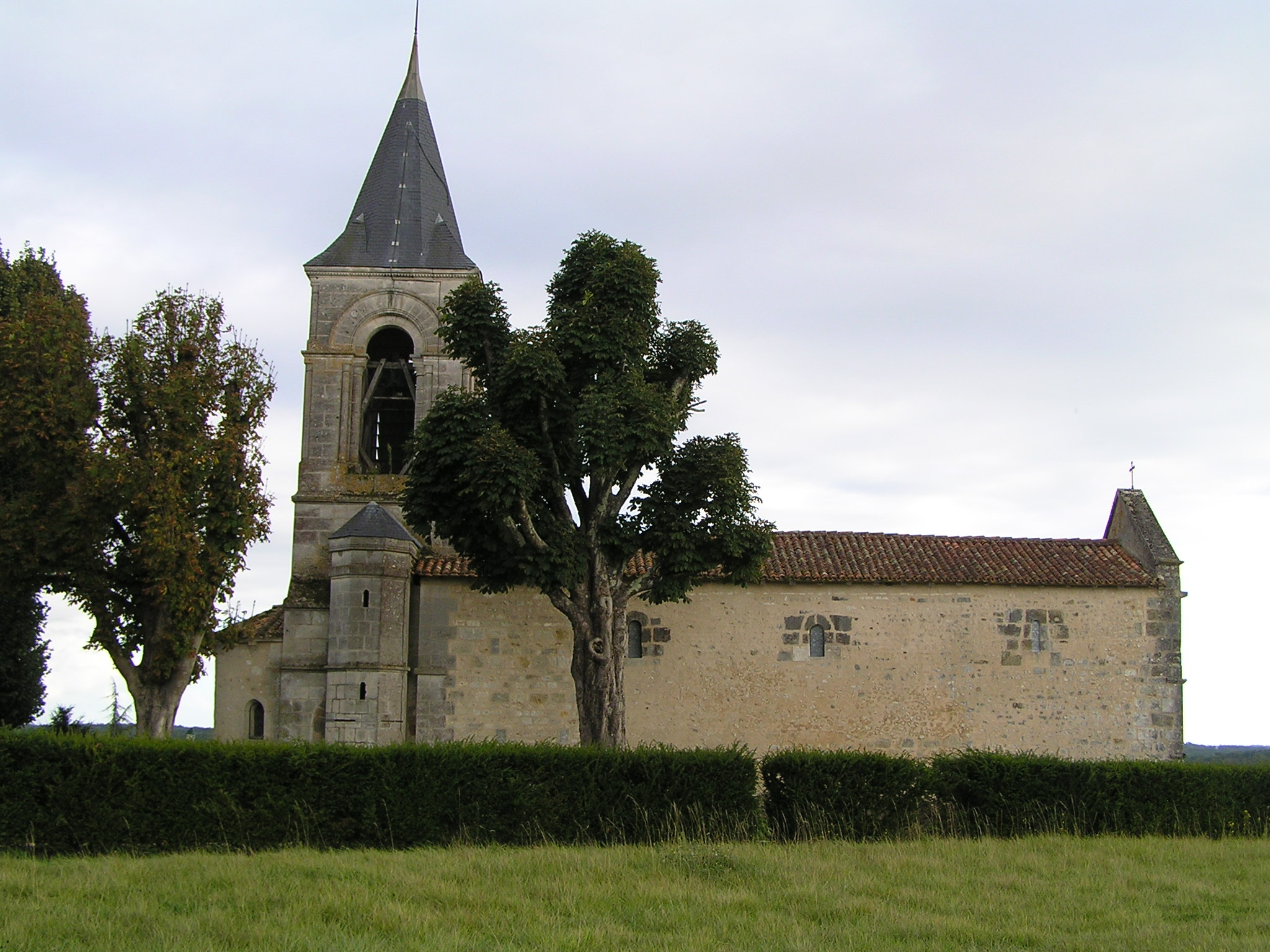
Ansicht von Norden
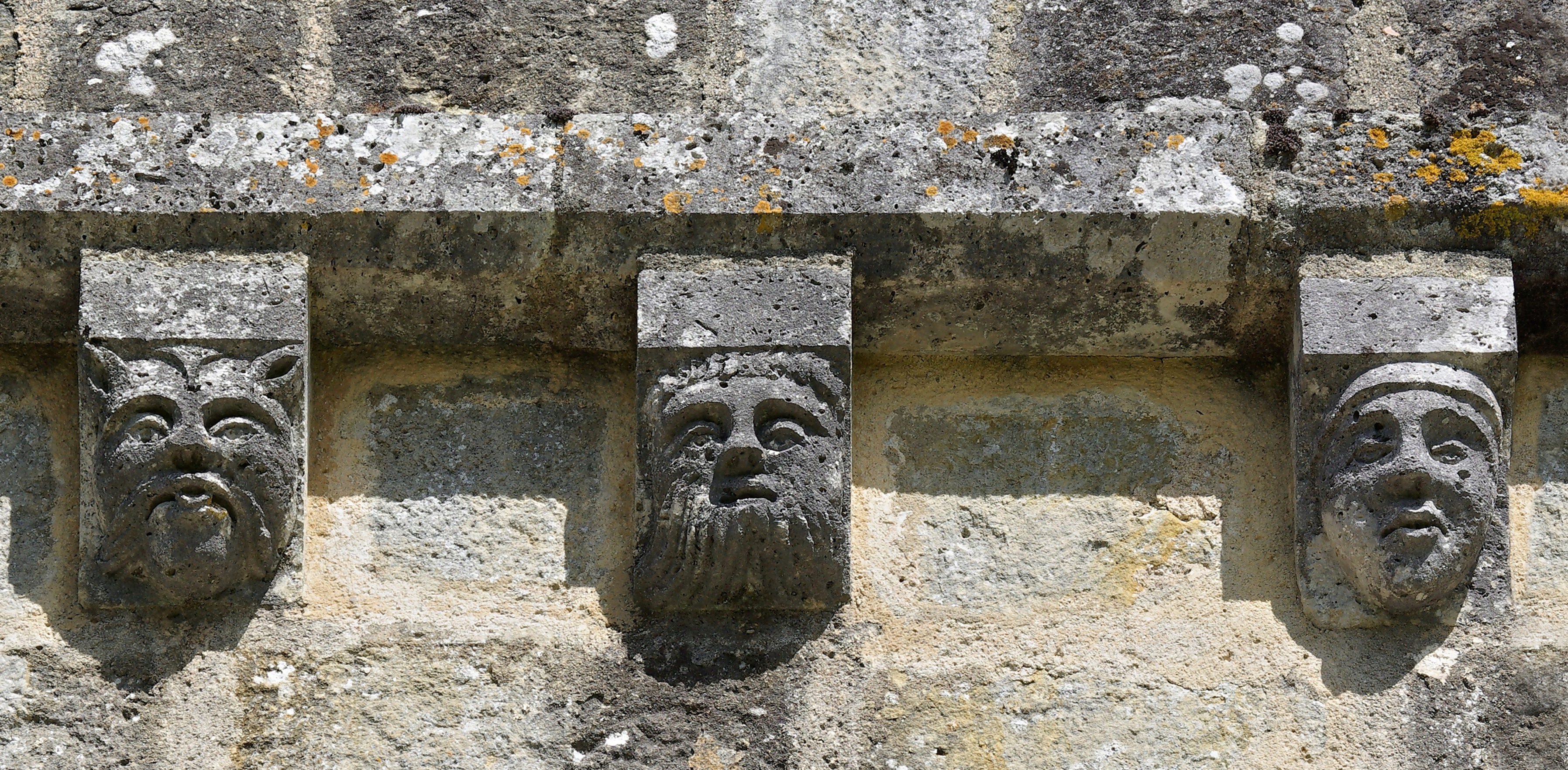
Konsolenfries an der Fassade

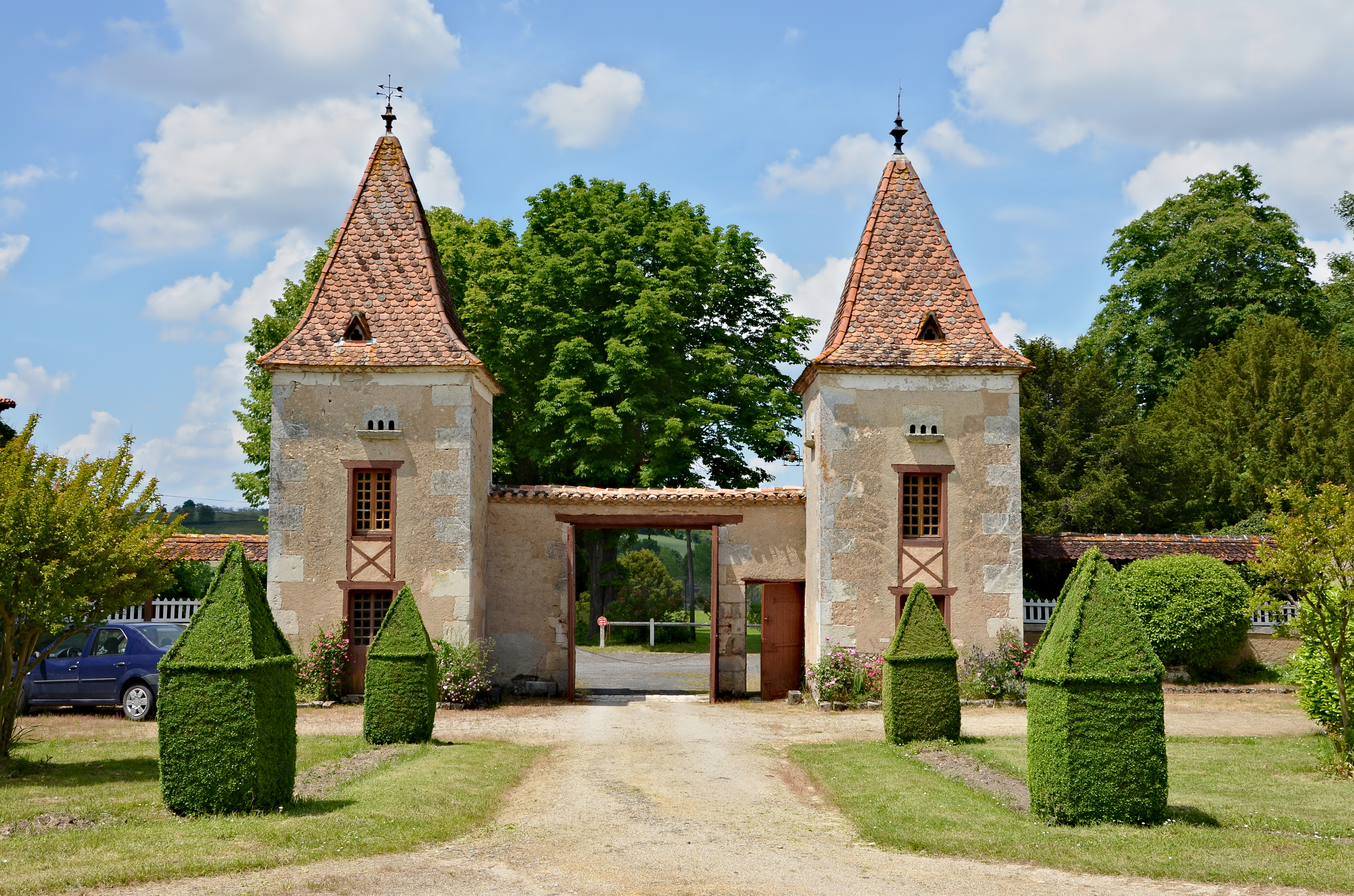
Domaine de Chénard (Portal)

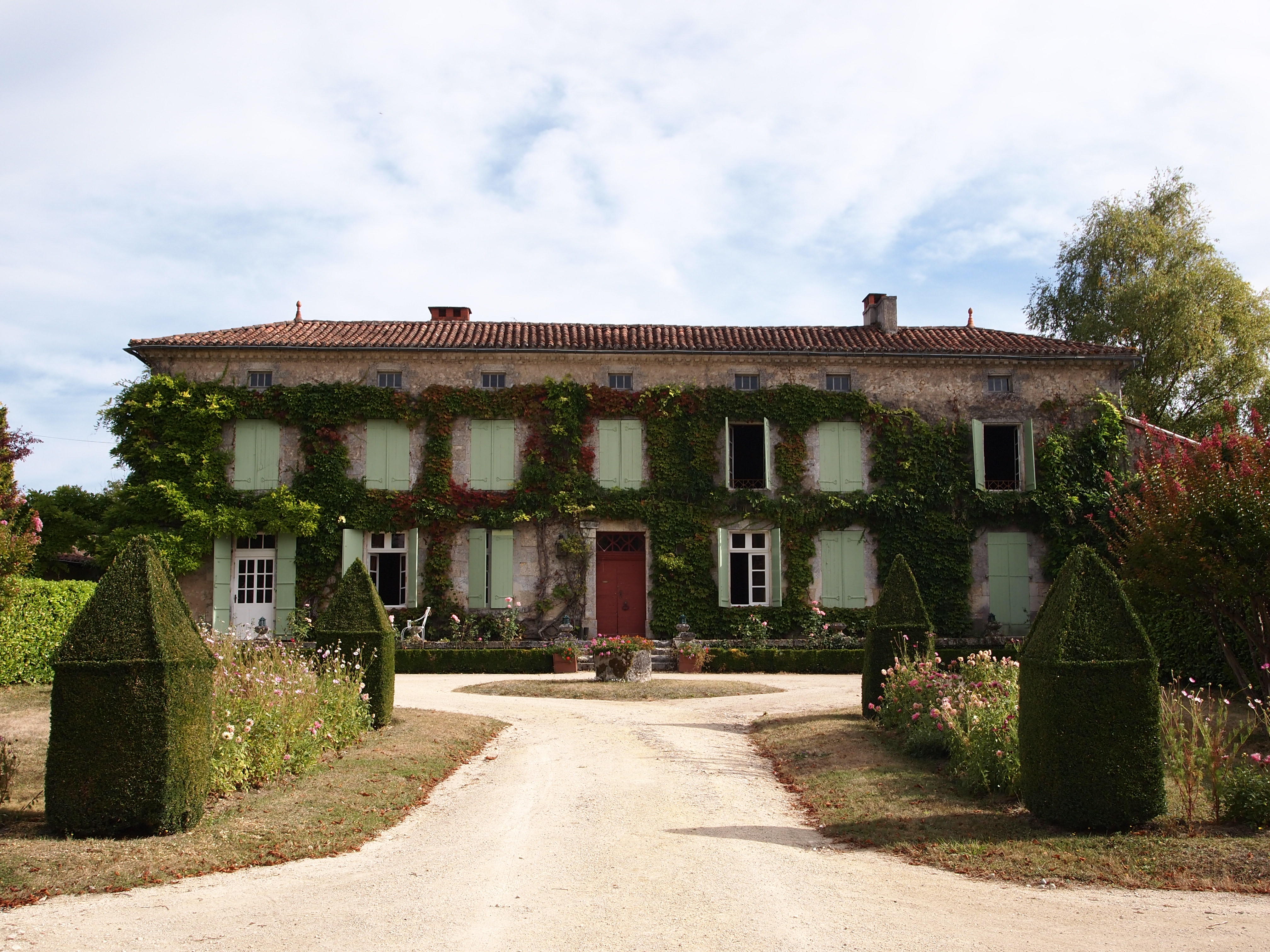
Domaine de Chénard (Logis)

- Die etwa zwei Kilometer südöstlich gelegene Domaine de Chénard (45° 26′ 36″ N, 0° 11′ 17″ O) ist ein pflanzenumrankter zweigeschossiger Baukomplex mit einem zweitürmigen historisierenden Eingangsportal aus dem ersten Viertel des 19. Jahrhunderts. Das Gebäude mitsamt seinem in den 1920er Jahren angelegten Garten befindet sich in Privatbesitz und ist seit 1992 als Monument historique[2] anerkannt.